# Георгіївка (селище)
Гео́ргіївка — селище в Україні, у Лутугинській міській громаді Луганського району Луганської області. З 2014 року селище тимчасово перебуває на окупованій території України російськими загарбниками.

## Географічне розташування
Селище Георгіївка розташоване за 11 км на південь від обласного центру, у долині річок Вільхівка та Суха. Селищем пролягають автошлях Луганськ — Хрустальний та залізниця Луганськ — Ізварине, за 15 км розташований аеропорт (нині зруйнований російськими окупантами).

## Історія
За даними на 1859 рік:
- у власницькому селі Георгіївка (Коноплянка) Слов'яносербського повіту Катеринославської губернії мешкало 786 осіб (348 чоловіків та 338 жінок), налічувалось 23 дворових господарства, існували молитовний будинок та завод[2].
- у власницькому селі Богородицьке (Мурова) Слов'яносербського повіту Катеринославської губернії мешкало 625 осіб (304 чоловіки та 321 жінка), налічувалось 23 дворових господарства, існував завод[3].
- хутір Менчикур.

Станом на 1886 рік у містечку — центрі Георгіївської волості, мешкало 838 осіб, налічувалось 170 дворів, існували православна церква та молитовний будинок.
12 червня 2020 року, відповідно до Розпорядження Кабінету Міністрів України № 717-р «Про визначення адміністративних центрів та затвердження територій територіальних громад Луганської області», увійшло до складу Лутугинської міської територіальної громади.
19 липня 2020 року, в результаті адміністративно-територіальної реформи та ліквідації Лутугинського району, селище увійшло до складу новоутвореного Луганського району.

### Російсько-українська війна (з 2014)
Під час війни на сході України 2014 року біля селища точилися запеклі бойові дії. 19—20 серпня 2014 року під Георгіївкою було розбито зведений підрозділ російської 76-ї десантно-штурмової псковської бригади.
1 вересня 2014 року спецпризначенці підрозділу МВС «Шторм» забезпечили вихід понад 50 автомобілів із мешканцями Георгіївки та Лутугиного.

## Населення

### Мова
Розподіл населення за рідною мовою за даними перепису 2001 року:
| Мова            | Кількість | Відсоток |
| --------------- | --------- | -------- |
| українська      | 4517      | 69.00%   |
| російська       | 1911      | 29.19%   |
| циганська       | 92        | 1.41%    |
| білоруська      | 7         | 0.11%    |
| вірменська      | 5         | 0.08%    |
| болгарська      | 1         | 0.01%    |
| інші/не вказали | 13        | 0.20%    |
| Усього          | 6546      | 100%     |